# Inter FS
Club Inter Fútbol Sala, auch bekannt unter dem Sponsornamen Inter Movistar, ist ein spanischer Futsalverein aus Alcalá de Henares, einem Vorort von Madrid. Der Klub spielt derzeit in der División de Honor de Fútbol Sala, der höchsten Spielklasse des Landes. Inter FS ist spanischer Rekordmeister und ist mit vier Siegen im UEFA-Futsal-Pokal sowie fünf Titel im Futsal-Weltpokal auch der erfolgreichste Klub im internationalen Vergleich.

## Geschichte

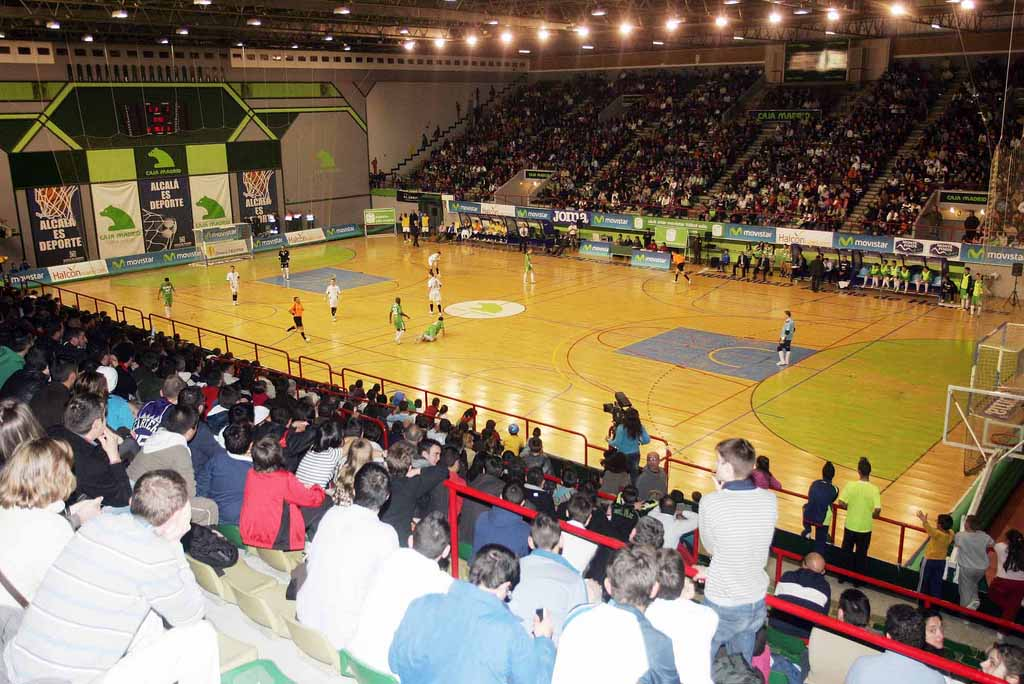
Inter Movistar gegen Carnicer Torrejón im Pabellón Caja Madrid (2012).

Interviú FS wurde 1977 vom bekannten spanischen Journalisten José María García unter dem Namen Hora 25 gegründet, zu Beginn lediglich mit dem Ziel Freundschaftsspiele zu bestreiten. Seit der Gründung der Spanischen Profiliga im Jahre 1989, stieg der Klub aber zum erfolgreichsten des Landes auf und hält derzeit bei neun Meisterschaften und acht Pokalsiegen. Auch seit der Gründung des UEFA-Futsal-Pokals spielte man eine wichtige Rolle, gewann den Bewerb 2004 und 2006, und erreichte 2007 das Finale. Im Jahr 2010 wechselte der Verein seinen offiziellen Namen von Interviú Fútbol Sala in Club Inter Fútbol Sala.
Aufgrund wechselnder Sponsoren trug der Klub im Laufe der Geschichte unterschiedliche Namen:
- 1977–79: Hora XXV
- 1979–81: Interviú/Hora XXV
- 1981–91: Interviú LLoyd´s
- 1991–96: Interviú Boomerang
- 1996–99: Boomerang Interviú
- 1999–00: Airtel Boomerang
- 2000–02: Antena 3 Boomerang
- 2002–07: Boomerang Interviú
- 2007–08: Interviú Fadesa
- Seit 2008: Inter Movistar

## Erfolge
- UEFA-Futsal-Pokal (4): 2003/04, 2005/06, 2008/09, 2016/17
- Futsal-Weltpokal (5): 2005, 2006, 2007, 2008, 2011
- Spanische Meisterschaft (11): 1989/90, 1990/91, 1995/96, 2001/02, 2002/03, 2003/04, 2004/05, 2007/08, 2013/14, 2014/15, 2015/16
- Spanischer Pokal (9): 1990, 1996, 2001, 2004, 2005, 2007, 2009, 2014, 2016
- Copa del Rey de Fútbol Sala: 2014/15
- Spanischer Supercup (11): 1990, 1991, 1996, 2001, 2002, 2003, 2005, 2007, 2008, 2011, 2015
- Copa Ibérica (2): 2003, 2005